# Evgheni Petrov (trăgător de tir)
Evgheni Petrov (în rusă Евгений Петров; n. 16 octombrie 1938, Moscova, RSFS Rusă, URSS) este un trăgător de tir ce a reprezentat Uniunea Republicilor Sovietice Socialiste, medaliat olimpic. A participat la 2 ediții ale Jocurilor Olimpice (1968, 1972) în care a câștigat o medalie de aur și o medalie de argint.